# Slaget ved Brunanburh
Slaget ved Brunanburh stod i 937 e.Kr. mellem Adalstein, konge af England og  Olav Godfriddson, konge af Dublin, Konstantin 2., konge af Alba (nu Skotland og Owain, konge af Strathclyde. Et af de centrale punkter ved dette slag er, at det ofte blive udnævnt som begyndelsen på den engelske nationalisme. Derudover mener historikere som Michael Livingston, at "de mænd, der kæmpede og døde på den mark, skabte et politisk kort for fremtiden, der fortsat eksisterer. Det gør muligvis slaget ved Brunanburh til et af de vigtigste slag i historien, ikke blot i England men på de britiske øer."
Efter Adelstain havde invaderet Skotland i 934 uden at blive udfordret (muligvis fordi Konstantin havde overtrådt en fredsaftale, blev der klart at Adalstein kun kunne blive besejret af en alliance af hans fjender. Olav ledte Konstantin og Owain. I august 937 sejlede Olav med sin hær fra Dublin for at slutte sig til Konstantin og Owai, men de blev slået i slaget mod Adalstein. I digtet Slaget ved Brunanburh i den Angelsaksiske Krønike står, at der "aldrig før er blevet dræbt så mange ved sværdets æg ... siden østanglerne og sakserne kom over der brede hav".
Adalsteins sejr bevarede England som Enhed. Historikeren Æthelweard skrev omkring 975 at "Britanniens marker blev til én, der var fred overalt og overflod." Alfred Smuth har kaldt slaget "det største enkeltstående slag i angelsaksernes historie før Hastings". Der er endnu uvist, præcis hvor slaget blev udkæmpet, og forskere har foreslået forskellige steder.